# Arborophila hyperythra
El arborófila de Borneo (Arborophila hyperythra) es una especie de ave galliforme de la familia Phasianidae.

## Distribución geográfica
Es endémica de las selvas montanas de Borneo.

## Estado de conservación
Se encuentra ligeramente amenazada por la pérdida de su hábitat natural.